# Bestuurskantoor

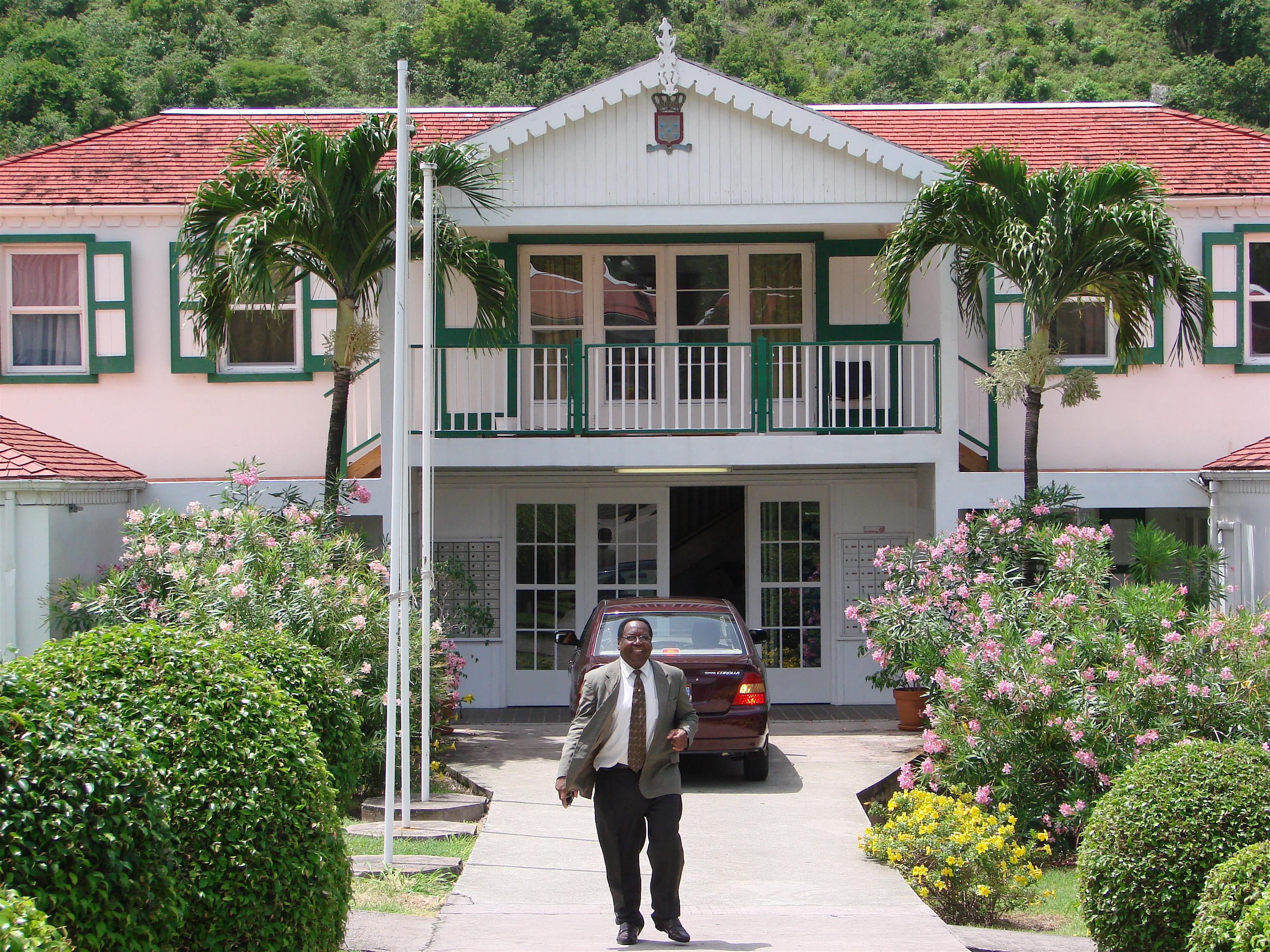
Bestuurskantoor van Saba in The Bottom

Een bestuurskantoor is een gebouw waarin de ambtenaren van een Nederlands Caribisch openbaar lichaam, de gezaghebber en eilandgedeputeerden werken en waar de eilandsraad vergadert. Het gebouw is eigendom van het openbaar lichaam. Het is de Caribische tegenhanger van de Nederlandse stad- en gemeentehuizen.
De bestuurskantoren van Sint Eustatius en Saba worden ook benut voor zittingen van het Gemeenschappelijk Hof van Justitie.